# Stadion przy ulicy Rolnej w Poznaniu
Stadion przy ulicy Rolnej – nieistniejący, wielofunkcyjny stadion w Poznaniu. Swoje spotkania rozgrywali na nim piłkarze Warty Poznań. Mógł pomieścić 10 000 widzów.

## Historia
Początkowo piłkarze Warty Poznań swoje spotkania rozgrywali na boisku przy tzw. placu Ciętym. W 1920 roku klub otrzymał od Zarządu Miejskiego nowy teren przy ulicy Rolnej. Otwarcie nowego stadionu miało miejsce już rok później. 8 sierpnia 1926 roku na stadionie zagrała reprezentacja Polski, wygrywając towarzysko z Finlandią 7:1. Był to pierwszy mecz drużyny narodowej w Poznaniu. W dniach 16–17 lipca 1927 roku na obiekcie odbyły się lekkoatletyczne Mistrzostwa Polski kobiet (początkowo planowano je rozegrać na stadionie CWSGiS-u w Poznaniu, ale z powodu organizacji w tym samym czasie mistrzostw 14 DP, zawody przeniesiono na czterotorowy stadion Warty). W trakcie tych zawodów padło wiele rekordów Polski, ponadto Halina Konopacka ustanowiła rekord świata w pchnięciu kulą oburącz (18,44 m). W 1929 roku z okazji Powszechnej Wystawy Krajowej otwarto nowy stadion dla Warty, ale klub nie zrezygnował z występów na boisku przy ulicy Rolnej. W tym samym roku za zwycięstwo w plebiscycie na najpopularniejszy klub w kraju Warta otrzymała zegar Omega, który zamontowano na obiekcie. 11 sierpnia 1929 roku z boiska Warty przeprowadzono pierwszą w Polsce radiową transmisję meczu piłkarskiego (było to spotkanie Warty z PSV Eindhoven, zakończone zwycięstwem gospodarzy 5:2). Występując na tym obiekcie Warta zdobyła swoje (jak dotąd jedyne) dwa tytuły mistrza Polski, w 1929 i 1947 roku. Klub użytkował stadion jeszcze do lat 70. XX wieku, zanim na stałe przeniósł się na stadion im. Edmunda Szyca (dawniej im. 22 Lipca). Następnie obiekt przy ulicy Rolnej uległ likwidacji, a dziś nie ma już po nim śladu.
8 sierpnia 2021 roku, w 95. rocznicę pierwszego występu piłkarskiej reprezentacji Polski w Poznaniu, w miejscu dawnego stadionu przy ulicy Rolnej została odsłonięta tablica pamiątkowa.